# Stele der Epona (Agassac)

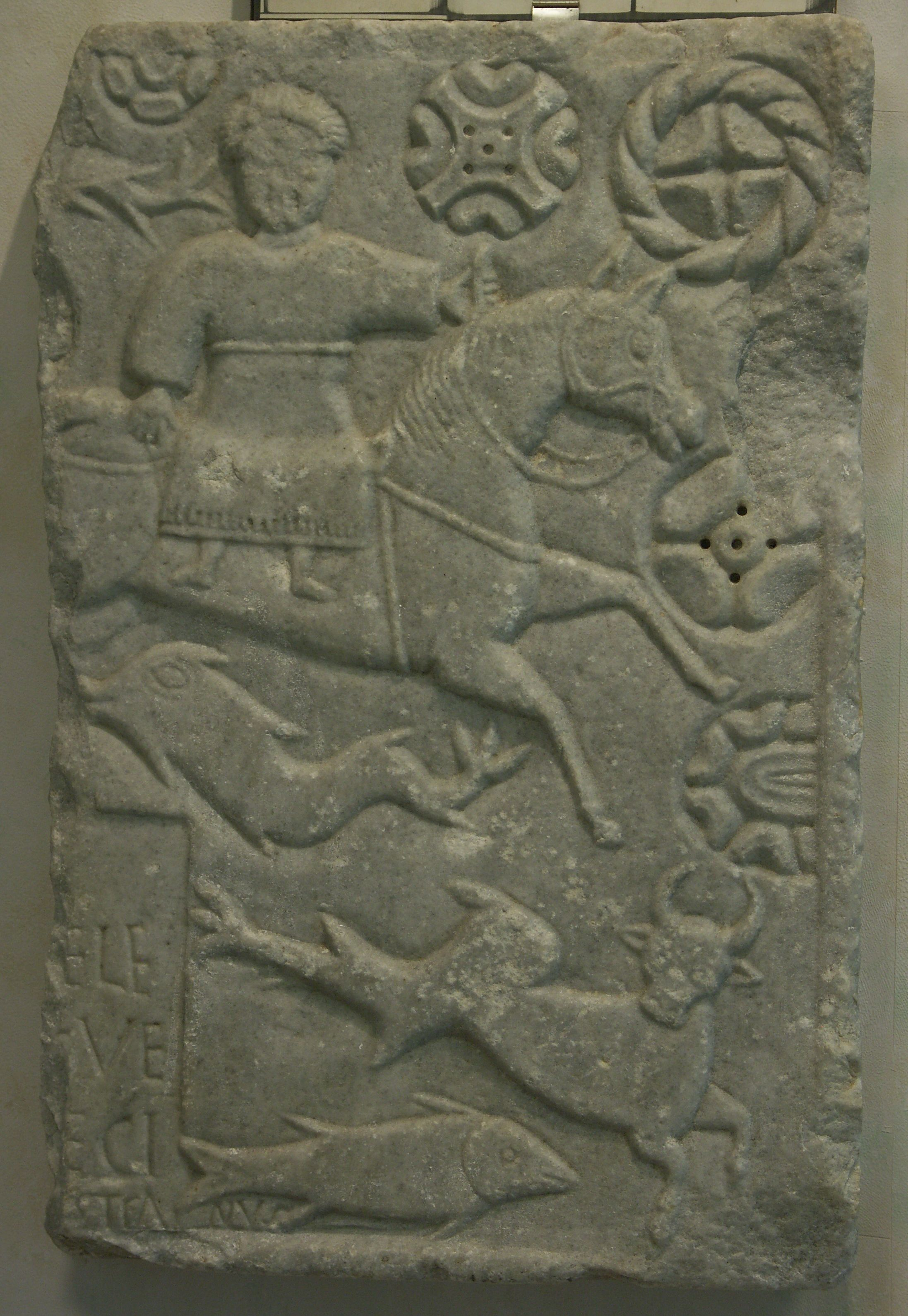
Stele Epona in Agassac

Die sogenannte Stele der Epona in Agassac, einer französischen Gemeinde im Département Haute-Garonne in der Region Okzitanien, ist das Fragment einer Grabstele, deren Relief vermutlich Epona, die keltische Göttin der Fruchtbarkeit, darstellt.
Die Stele, die heute im Rathaus aufbewahrt wird, steht seit 1944 als Monument historique auf der Liste der denkmalgeschützten Objekte in Frankreich und diente als Sockel eines Holzkreuzes an der Straße nach L’Isle-en-Dodon.
Der Stein aus weißem Marmor aus Saint-Béat mit den Maßen 67 × 44 cm wird zwischen dem 1. und 6. Jahrhundert datiert. Da die Darstellung lange Zeit als die Muttergottes Maria interpretiert wurde, blieb der Stein erhalten.
Das Relief zeigt eine Nereide oder Meernymphe als Amazone auf einem Pferd sitzend. Ganz oben sind Rosetten zu sehen, die wohl die Sonne symbolisieren sollen. Unten sind Meerestiere dargestellt. Die fragmentarische Inschrift der tabula inscriptionis links unten deutet darauf hin, dass der linke Teil der Stele fehlt.